# Patičča samuppáda
Patičča samuppáda (pálí, v sanskrtu pratítja samutpáda) je buddhistická filosofická teorie, jejíž název se překládá nejčastěji jako „závislé vznikání“ nebo „podmíněné vznikání“, a která tvrdí, že všechny fyzické i psychické jevy jsou „podmíněné“, tzn. že nevznikají nezávisle samy od sebe, ale že jsou na sobě vzájemně kauzálně závislé.

## Závislé vznikání
Buddhovo probuzení (nibbána, v sanskrtu nirvána) bylo zároveň osvobozením od utrpení i vhledem do pravé reality, zejména do skutečné povahy živých bytostí. Buddha objevil, že každý jev „existuje“ pouze díky „existenci“ jiných jevů ve velmi složité síti kauzálních vztahů, sahající daleko do minulosti i do budoucnosti. Protože všechny jevy jsou takto podmíněné a pomíjivé (aničča), nemají žádnou vlastní nezávislou podstatu (anattá), takže v pravém slova smyslu „neexistují“, i když to tak na pohled vypadá. Všechny jevy jsou tak bezpodstatné a „prázdné“ (suňňatá, v sanskrtu šúnjata). Jediný jev, který není podmíněný a pomíjivý, je nibbána, ale i ta je bezpodstatná a „prázdná“.
Zatímco teorie bezpodstatnosti (anattá) postupuje analyticky tak, že rozkládá skutečnost na základní složky, na pouhé prázdné bezpodstatné jevy, teorie závislého vznikání naproti tomu provádí syntézu tím, že ukazuje, že všechny tyto fenomény jsou tak či onak na sobě vzájemně závislé.
Co se týká živých bytostí, zde má závislé vznikání specifičtější význam. Zde popisuje cyklus samsáry, tedy proces znovuzrozování a vznik utrpení. Utrpením je například stáří a smrt. Stáří a smrt nejsou možné bez předchozího narození. Jedno podmiňuje druhé. Narození je podmíněno ulpíváním v předchozím životě. Toto ulpívání je opět podmíněno předchozí žádostivostí. Podle Buddhy žádostivost vzniká díky smyslovému vjemu, který pociťujeme jako příjemný, nepříjemný nebo neutrální. Vjem je způsoben kontaktem s daným objektem, který je podmíněn existencí šesti smyslových orgánů (podle buddhismu je smyslovým orgánem i vědomí), a ty jsou opět podmíněny existencí psycho-fyzické entity, jakou je například lidská bytost. Celý proces byl Buddhou shrnut takto:
1. Nevědomostí (avidždžá) jsou podmíněny karmické formace (sankháry).
2. Karmickými formacemi (v předchozím životě) je podmíněno vědomí (v tomto životě).
3. Vědomím (viňňána) jsou podmíněny psycho-fyzické jevy (které tvoří naši individuální existenci).
4. Psycho-fyzickými jevy (námarúpa) je podmíněno šest smyslových bran (smyslové orgány a vědomí).
5. Smyslovými branami (salájatana) je podmíněn smyslový kontakt (phassa).
6. Smyslovým kontaktem je podmíněno cítění (vedaná).
7. Cítěním je podmíněna žádostivost (tanhá).
8. Žádostivostí je podmíněno ulpívání (upádána).
9. Ulpíváním je podmíněn proces vznikání (bhava – karmický proces způsobující znovuzrození).
10. (Karmickým) procesem vznikání (bhava) je podmíněno znovuzrození (džáti).
11. Znovuzrozením je podmíněno stáří a smrt (džarámarana).
12. Celý tento proces pak způsobuje reprodukci nevědomosti a opakování celého cyklu ad infinitum (samsára).

Existuje několik možných interpretací tohoto cyklu. Zde je naznačené pojetí, kdy tento cyklus sahá přes tři po sobě jdoucí životy. Stejně tak je ovšem pravdivé (a praktičtější) jeho pojetí jako procesu, který se mnohokrát opakuje každý den našeho života.
Články 1,2,8,9 a 10 (nevědomost, atd.) jsou aktivní karmické procesy, články 3 až 7 (vědomí, atd.) jsou následky minulé karmy (vipáka). Pět karmických příčin v minulosti podmiňuje pět karmických následků nyní, pět příčin nyní způsobuje pět následků v budoucnosti. To, že cítění jako karmický následek podmiňuje vznik karmicky neprospěšné žádostivosti, může vést k mylné představě fatalismu, ale tento vztah mezi nimi není nezměnitelný, je možné jej přerušit (viz níže).
Zdrojem častých nedorozumění je fakt, že vzájemné vztahy mezi články cyklu nejsou pouze kauzální, ale zahrnují celou řadu různých typů „podmíněnosti“ (paččaja).

## Přerušení cyklu
Obecná formulace „podmíněnosti“ v suttách (v sans. sútrách) zní:
Se vznikem tohoto,
vzniká i ono,
S ustáním tohoto,
ustává i ono,
To dává naději, že tento cyklus nemusí pokračovat donekonečna. Pokud odstraníme jeden článek řetězu, další už nenastane, přeruší se vytváření utrpení a ustane cyklus znovuzrozování. Příležitost k tomu je mezi článkem „cítění“ a „žádostivosti“. Pokud bychom byli schopní pociťovat příjemné a nepříjemné vjemy, aniž by vznikala žádostivost a odpor, byli bychom volní. Další možností je vyhlazení nevědomosti vhledem do pravé povahy skutečnosti. Nibbána tak může být pojata jako přerušení cyklu závislého vznikání.

## Související buddhistické teze
Patičča samuppáda je jednou z buddhistických tezí, jejichž plné pochopení vede k ukončení utrpení a k úniku ze samsáry. Jsou to:
- Tři základní charakteristiky skutečnosti: aničča, dukkha a anattá
- Čtyři vznešené pravdy
- Pět složek skutečnosti
- Karma a Tři kořeny neprospěšných činů (tamtéž)

Aby bylo závislé vznikání plně pochopeno, je nutné pochopit i výše uvedené teze.